# Irthlingborough
Irthlingborough è un comune e parrocchia civile dell'Inghilterra, appartenente alla contea del Northamptonshire.